# Sainte-Croix, Drôme
Sainte-Croix är en kommun i departementet Drôme i regionen Auvergne-Rhône-Alpes i sydöstra Frankrike. Kommunen ligger i kantonen Die som tillhör arrondissementet Die. År 2022 hade Sainte-Croix 101 invånare.

## Befolkningsutveckling
Antalet invånare i kommunen Sainte-Croix
Referens:INSEE